# Aleksandr Rjazancev (scacchista)
Aleksandr Vladimirovič Rjazancev (in russo Александр Владимирович Рязанцев?; Mosca, 12 settembre 1985) è uno scacchista russo.
È noto come Alexander Riazantsev con la traslitterazione anglosassone.
Imparò a giocare a scacchi all'età di sei anni, sotto la guida del padre, un buon giocatore dilettante con il titolo di candidato maestro. Si mise in luce vincendo nel 1997 il campionato del mondo giovanile U12 di Cannes. L'anno successivo vinse il Campionato europeo giovanile U14.
È stato uno degli allenatori di Aleksandr Griščuk, e a dicembre 2020 è uno dei secondi di Daniil Dubov.

## Principali risultati
Nel 2000 ha vinto con la squadra russa le olimpiadi juniores (under-16) di Mureck in Austria. Nel 2001 ha ottenuto, a 16 anni, la terza norma di Grande maestro.
Nel 2006 ha vinto il campionato di Mosca.
In aprile 2010 ha vinto, con la squadra Sh SM-64 di Mosca, il campionato russo a squadre di Soči. Nelle prime scacchiere giocavano Boris Gel'fand, Sergej Karjakin, Wang Yue e Fabiano Caruana. Rjazancev ha realizzato 6 su 7 in quarta scacchiera (+5 =2). In luglio dello stesso anno ha vinto il torneo MTO-Open di Biel, per spareggio tecnico sui pari classificati Vitali Golod, Nadežda Kosinceva, Leonid Kritz, Sébastien Feller, Christian Bauer e Sébastien Mazé.
Nel 2013 si è classificato secondo nel 67º campionato di Mosca blitz, mezzo punto dietro al vincitore Sergej Karjakin.
Nell'ottobre 2016 ha vinto con 7 punti su 11 il Campionato russo di scacchi.
Nel dicembre 2016 ha vinto a Tallinn il Campionato europeo rapid con 9.5 punti e superando per spareggio tecnico il connazionale Maksim Matlakov.
Ha raggiunto il rating FIDE più alto in luglio 2012, con 2720 punti Elo, numero 27 al mondo e 8 tra i giocatori russi.